# Anton Geesink
Antonius Johannes „Anton“ Geesink [Anton Chésink] (6. dubna 1934 – 27. srpna 2010, Utrecht, Nizozemsko), byl reprezentant Nizozemska v judu. Jde o největší osobnost evropského sportovního juda v jeho historii.[zdroj⁠?!]

## Sportovní kariéra

### Úspěchy
- olympijský vítěz z roku 1964
- mistr světa z roku 1961 a první západní judista, který porazil zástupce kolébky juda
- celkem 24 titulů mistra Evropy
  - 6× ve váhových kategoriích
  - 11× bez omezení (váha / stupeň)
  - 4× v technických stupních
  - 3× v týmové soutěži (1953, 1960, 1961)

### Zajímavosti

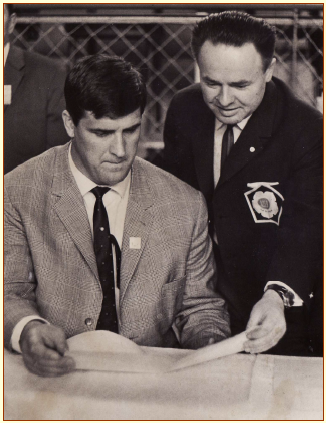
r. 1966 v Praze s rozhodčím Karlem Zrůbkem (7. DAN)

Vyrůstal v dělnické čtvrti v Utrechtu. Odmala rád sportoval – hrál fotbal, závodil na kole, zápasil, vzpíral apod. Nejvíce ho však uchvátilo judo. Seznámil se s ním, když jejich tělocvičnu navštívil instruktor z Francie. Geesink nebyl dobrým žákem, proto hned po základním škole šel pracovat na stavbu jako pomocný dělník. Při této práci nabral svoji pověstnou sílu. Vítězil převážně na zemi. Soupeře unavil a následně dostal na zem a do držení. S věkem a s pravidelnými návštěvami Japonska se naučil obstojně i techniku v postoji – velmi účinná byla především jeho uči-mata.
Od poloviny padesátých let 20. století neměl v Evropě konkurenta. Na začátku 60. let měl již dostatečné zkušenosti a techniku na to, aby v kombinaci se svými parametry (byl o hlavu vyšší než Japonci) mohl zástupce kolébky juda porazit. Na mistrovství světa v roce 1961 porazil ve finále Kodži Soneho a zapsal se nesmazatelně do dějin juda jako první západní judista, který získal vítězství na úkor zástupců kolébky juda. V roce 1964 svůj úspěch zopakoval na olympijských hrách v Tokiu, kdy nedal šanci domácímu Kaminagovi. Geesink se dá považovat za prototyp nového sportovního směřovaní juda. Sportovec odhodlaný a fyzicky zdatný, mající respekt k soupeři, ale ne strach, zná své možnosti. Tyto vlastnosti jsou ve sportovním judu daleko důležitější než vytříbená technika.
Geesink ukončil sportovní kariéru celkem čtyřikrát. Poprvé po vyhraném mistrovství světa v roce 1961, podruhé po olympijských hrách v roce 1964, potřetí v roce 1965. V tomto roce ho sužovala různá zranění – na mistrovství Evropy si v soutěži týmů natrhl sval a v individuálních soutěžích potom nestačil v semifinále na své soupeře. V roce 1967 ohlásil comeback, získal svůj další titul mistra Evropy, ale před mistrovstvím světa v roce 1967 se opět zranil. Poté, co se potvrdilo, že judo nebude součástí olympijských her v roce 1968, ukončil sportovní kariéru definitivně.
Geesinkův přínos pro evropské sportovní judo byl obrovský. V 60. letech s sebou vytáhl na špičkovou úroveň několik svých krajanů. Wim Ruska se stal dokonce jeho důstojným nástupcem co do rivality s japonskými soupeři. Inspiroval celou řadu chlapců z jiných, i tehdy málo judistických zemí k tréninku. V roce 1966 navštívil jako čestný host Prahu, kde probíhalo první akademické mistrovství světa v judu.
Po skončení sportovní kariéry pracoval, mimo krátkých epizod mezi profesionálními zápasníky nebo hraní ve filmu, jako funkcionář v domácím i mezinárodním sportu. O judu napsal několik publikací. Jedno období byl členem Mezinárodního olympijské výboru a nevyhnul se skandálu s hlasováním pro olympijské hry v Salt Lake City v roce 2002. Na jeho návrh se zápasící judisté od sebe odlišují barvou judogi (bílá vs. modrá). V roce 1997 mu Mezinárodní judistická federace udělila 10. technický stupeň (judan). Kodokan (nejstarší a nejvýznamnější japonská škola juda) však udělení judanu až do jeho smrti (2010) nepotvrdil.

## Výsledky

### Váhové kategorie
| Turnaj             | 1951       | 1952       | 1953       | 1954       | 1955       | 1956       | 1957       | 1958       | 1959       | 1960       | 1961       | 1962       | 1963       | 1964       | 1965       | 1966       | 1967       |
| Turnaj             | 17         | 18         | 19         | 20         | 21         | 22         | 23         | 24         | 25         | 26         | 27         | 28         | 29         | 30         | 31         | 32         | 33         |
| Turnaj             | těžká váha | těžká váha | těžká váha | těžká váha | těžká váha | těžká váha | těžká váha | těžká váha | těžká váha | těžká váha | těžká váha | těžká váha | těžká váha | těžká váha | těžká váha | těžká váha | těžká váha |
| ------------------ | ---------- | ---------- | ---------- | ---------- | ---------- | ---------- | ---------- | ---------- | ---------- | ---------- | ---------- | ---------- | ---------- | ---------- | ---------- | ---------- | ---------- |
| Mistrovství světa  |            |            |            |            |            |            |            |            |            |            |            |            |            |            | 1.         |            | —          |
| Mistrovství Evropy |            |            |            | —          |            |            | —          | —          | 1.         | 1.         | 1.         | 1.         | 1.         | 1.         | 4.         | —          | —          |

### Bez omezení (váhy / tech. stupně)
| Turnaj             | 1951 | 1952 | 1953 | 1954 | 1955 | 1956 | 1957 | 1958 | 1959 | 1960 | 1961 | 1962 | 1963 | 1964 | 1965 | 1966 | 1967 |
| Turnaj             | 17   | 18   | 19   | 20   | 21   | 22   | 23   | 24   | 25   | 26   | 27   | 28   | 29   | 30   | 31   | 32   | 33   |
| ------------------ | ---- | ---- | ---- | ---- | ---- | ---- | ---- | ---- | ---- | ---- | ---- | ---- | ---- | ---- | ---- | ---- | ---- |
| Olympijské hry     |      |      |      |      |      |      |      |      |      |      |      |      |      | 1.   |      |      |      |
| Mistrovství světa  |      |      |      |      |      | 3.   |      | 5.   |      |      | 1.   |      |      |      | —    |      | —    |
| Mistrovství Evropy | —    | ?    | 1.   | 1.   | 2.   |      | 1.   | 1.   | 1.   | 1.   | 1.   | 1.   | 1.   | 1.   | 4.   | —    | 1.   |

### Technické stupně
| Turnaj             | 1951 | 1952 | 1953 | 1954 | 1955 | 1956 | 1957  | 1958  | 1959 | 1960 | 1961 | 1962 | 1963 |
| Turnaj             | 17   | 18   | 19   | 20   | 21   | 22   | 23    | 24    | 25   | 26   | 27   | 28   | 29   |
| Turnaj             | 1.K  | 1.D  |      |      | 3.D  |      | 4.Dan | 4.Dan |      |      |      |      |      |
| ------------------ | ---- | ---- | ---- | ---- | ---- | ---- | ----- | ----- | ---- | ---- | ---- | ---- | ---- |
| Mistrovství Evropy | 2.   | 1.   |      | —    | 1.   |      | 1.    | 1.    | —    | —    | —    | —    | —    |

## Podrobnější výsledky

### Olympijské hry
| Rok      | Kategorie       |  | skupina A               | skupina A           |  | semifinále            | finále              |
| -------- | --------------- |  | ----------------------- | ------------------- |  | --------------------- | ------------------- |
| LOH 1964 | bez rozdílu vah |  | výhra Alan Petherbridge | výhra Akio Kaminaga |  | výhra Ted Boronovskis | výhra Akio Kaminaga |

### Mistrovství světa
| Rok     | Kategorie  |  | 1/32                  | 1/16                 | čtvrtfinále           | semifinále               | finále               |
| ------- | ---------- |  | --------------------- | -------------------- | --------------------- | ------------------------ | -------------------- |
| MS 1965 | těžká váha |  | výhra John Oostermann | výhra Peter Herrmann | výhra Seidži Sakaguči | výhra Parnaoz Čikviladze | výhra Micuo Macunaga |

### Mistrovství světa - bez omezení
| Rok     |  | 1/64           | 1/32                  | 1/16                    | čtvrtfinále              | semifinále               | finále           |
| ------- |  | -------------- | --------------------- | ----------------------- | ------------------------ | ------------------------ | ---------------- |
| MS 1956 |  | x              | výhra Étienne Plaige  | výhra Reynaldo Forti    | výhra Vince Tamura       | prohra Jošihiko Jošimacu | -                |
| MS 1958 |  | výhra Bonkan   | výhra Lien Kwenho     | výhra Prock             | prohra Kimijoši Jamašiki | -                        | -                |
| MS 1961 |  | výhra Suddžono | výhra Michel Bourgoin | výhra Stojan Stojaković | výhra Akio Kaminaga      | výhra Hitoši Koga        | výhra Kodži Sone |